# Fernando Ortiz de Zárate
Fernando Ortiz de Zárate o simplemente Fernando de Zárate o Hernando de Zárate (Sevilla, Corona de España, ca. 1535 – Charcas, Virreinato del Perú, 1595) fue un militar, gobernador del Río de la Plata entre 1592 y 1593 y luego de 1594 a 1595 y gobernador del Tucumán entre 1593 y 1595. Por las amenazas de los corsarios ingleses, el rey Felipe II de España le ordenó al virrey peruano Luis de Velasco y Castilla, marqués de Salinas, que pusiese en defensa a la ciudad de Buenos Aires, por lo que delegó dicha real orden en Fernando de Zárate, quien el 16 de febrero de 1595 mandó a levantar el fuerte de Buenos Aires. Renunció el 1º de julio de 1595, al ver la miseria que imperaba en los dominios adjudicados.

## Biografía

### Origen familiar y primeros años
Fernando Ortiz de Zárate había nacido hacia 1535 en la ciudad de Sevilla, capital del reino homónimo que era uno de los cuatro de Andalucía de Castilla, los cuales formaban parte de la Corona de España, en el seno de una familia de ilustre abolengo y gran parentela.
Fue caballero de la Orden de Santiago y primo hermano del adelantado rioplatense Juan Ortiz de Zárate (Orduña del señorío de Vizcaya, ca. 1515 - Asunción del Paraguay, 1576) y de sus hermanos mayores, el licenciado Pedro Ortiz de Zárate (Orduña, ca. 1500 - Lima, 1547), oidor de la Real Audiencia de Lima desde 1543, y de Lucía de Mendieta y Zárate (n. Orduña, ca. 1512), entre otros, siendo estos cuatro, los primos del gobernador Rodrigo Ortiz de Zárate, y por lo tanto tíos, tío segundo y madre del gobernador rioplatense-paraguayo Juan de Garay Ochandiano y Mendieta Zárate (n. 1528), por lo que este último y el otro gobernador Diego Ortiz de Zárate y Mendieta eran dos sobrinos segundos de Fernando de Zárate. Y además, era su sobrino nieto segundo el adelantado Juan Alonso de Vera y Zárate.
Tenía cinco hermanos, los mayores eran Juan y Francisco de Zárate, que también eran caballeros de la Orden de Santiago, y las tres menores eran Juana, María y Lorenza de Zárate (n. Sevilla, ca. 1540), que se unió en matrimonio con Francisco de Irarrázabal (n. Deva, 1535), y su tía era Juana de Zárate que se casó con el capitán Lope Ortiz de Mendieta y Sáenz de Angulo.
Por lo tanto era nieto de Diego Ortiz de Zárate y Zárate, señor de la Casa de Zárate, caballero de la Espuela Dorada en Aquisgrán por el emperador Carlos V en 1521, caballero de la Orden de Santiago en 1543 y contador de la Casa de Contratación de Sevilla desde 1535 hasta 1555, y de su esposa María Idiáquez Olano, y por lo tanto, bisnieto del capitán Juan Ortiz de Zárate y de su cónyuge Juana Fernández de Zárate y Ugarte.
Fernando de Zárate arribó a Lima en 1561 e hizo fortuna en la América española como hacendado, ganadero y minero, llegando a ser uno de los vecinos más ricos de Charcas, y combatió contra los chiriguanos en el año 1573 junto a Francisco de Toledo.

### Designación como gobernador
En mayo de 1593, el virrey peruano Andrés Hurtado de Mendoza, lo designó gobernador del Tucumán, con la posterior aprobación del rey. El virrey tenía un muy buen concepto de él, ya que en su carta al monarca, del 20 de enero de 1595 incluso lo proponía para gobernador de Chile, diciendo de él que " es más animoso, brioso y esparcido para tratar con los soldados".
En las costas de Brasil y del Río de la Plata se encontraban algunos corsarios ingleses intentando tomar el puerto de Buenos Aires y entrar por allí a la provincia del Tucumán, para luego tomar el camino hacia Charcas. Como la provincia del Río de la Plata y del Paraguay se encontraba sin gobernador, el virrey le encargó a Fernando de Zárate ambas gobernaciones por conveniencia, para que acuda en la defensa del puerto ante un posible ataque de los corsarios.

### Cambio de residencia a Santiago del Estero
El virrey Marqués de Cañete informó al rey que viendo cuán perdida estaba la provincia del Río de la Plata y la necesidad que ella y el Tucumán tuviesen un gobernador encargado de ambas, encomendó su gobierno a Fernando de Zárate, solucionando muchos problemas.
El nuevo gobernador partió desde Charcas el 5 de abril de 1593 rumbo a su nuevo destino, la ciudad de Santiago del Estero, donde arribó el 3 de julio de 1593.

### Gobernador del Tucumán, del Río de la Plata y del Paraguay (1594-1595)
A partir del ascenso al gobierno de Fernando de Zárate, quien desempeñó conjuntamente el mando en el Tucumán, los titulares del Río de la Plata prefirieron fijar su residencia en Buenos Aires. Tras asumir, inmediatamente designó como sus tenientes de gobernadores en Buenos Aires y en Asunción a Bartolomé Sandoval y Ocampo y Ruy Díaz de Guzmán, respectivamente.
Por amenazas de corsarios ingleses que estaban frente a las costas de Brasil, y por pasar uno en las cercanías del Río de la Plata, el rey Felipe II le ordenó al virrey del Perú que aumentase la defensa de Buenos Aires y ese funcionario mandó a cumplir esa tarea a Fernando de Zárate, quien la llevó a cabo con tropas santiagueñas. Cuando se trasladó a Buenos Aires, dejó como su teniente de gobernador en Santiago del Estero al capitán Alonso de Ribera. Zárate reemplazó a Hernandarias, hombre de prestigio, a quien confió el mando de las tropas que había traído del Alto Perú y Santiago del Estero y al que después nombró su teniente de gobernador.

#### Construcción del Fuerte de Buenos Aires

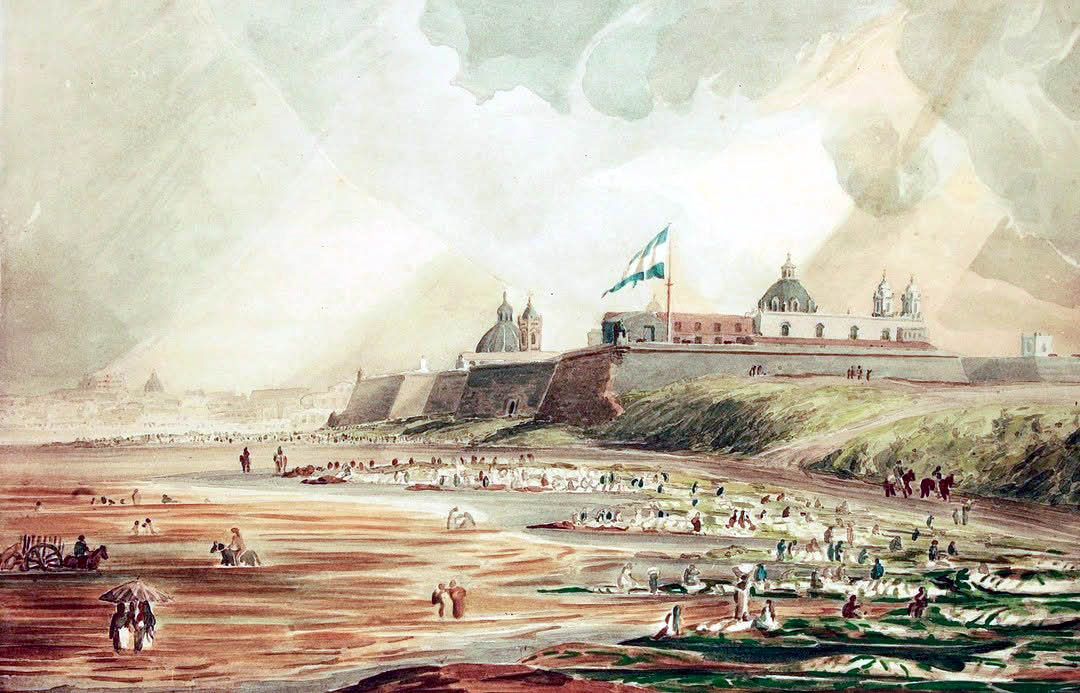
Acuarela El Fuerte y la playa baja, de Emeric Essex Vidal (1816).

Zárate reclutó una gran cantidad de efectivos en la provincia del Tucumán, más precisamente en Santiago del Estero, para enviar un contingente militar para la defensa del puerto de Buenos Aires, amenazado entonces por tres navíos corsarios ingleses.
Fernando de Zárate permaneció de julio a noviembre de 1593 en Santiago del Estero levantando tropas para defender Buenos Aires del esperado ataque. En Santiago del Estero efectuó un reclutamiento de unos 400 hombres, y prosiguió a Buenos Aires, en el mes de enero de 1594, y arribaron al puerto en febrero de ese año.
El gobernador sacó milicias de las ciudades de Santiago del Estero, San Miguel de Tucumán y de Córdoba y con ellas fue a Buenos Aires. Marcharon con él la mayor parte de los vecinos distinguidos y bajó con ellos de prisa. Puso al mando de las tropas al capitán Tristán de Tejeda.
Como una tormenta hizo naufragar a las naves enemigas inglesas cerca de Santa Catarina, el gobernador aprovechó esa circunstancia para que la gente reclutada en la Gobernación del Tucumán fuera empleada en la construcción del histórico Fuerte de Buenos Aires, sobre las barrancas frente al Río de la Plata. Para la construcción del fuerte concurrieron todos los auxiliares del Tucumán, con los indígenas de su servicio, bueyes y carretas, hasta su terminación.
Las naves de piratas eran inquietantes; pero gracias a que las gobernaciones del Tucumán y del Río de la Plata se habían unido, Fernando de Zárate había podido traer consigo a los vecinos más ricos del Tucumán y a sus indígenas de servicio. Con ellos construyó el fuerte. Según los vecinos de entonces, el fuerte era lo mejor que tenía Buenos Aires y toda la provincia. Si no hubiese sido por él, los aborígenes y corsarios hubiesen atacado muchas veces a la ciudad.
Zárate, en una carta al rey fechada el 25 de abril de 1594, informó que sobre la costa brasileña habían sido vistos cuatro navíos ingleses que navegaban hacia el Estrecho de Magallanes y que el gobernador de Río de Janeiro le había dicho que se encontraban corsarios con conocimientos sobre la zona del Río de la Plata. El gobernador también le comunicó que para resistir construyó un fuerte en la ciudad, y que el mismo fue sin ningún gasto para la Real Hacienda, ya que en esa obra ayudaron mucho los vecinos y gente que había traído de la gobernación del Tucumán, porque los de las tierras cercanas al Río de la Plata eran muy pobres y faltos de indígenas de servicio. En la construcción del fuerte sobre la boca del Riachuelo se gastaron más de 65 000 pesos.
El fuerte era de tierra apisonada, tenía 150 varas en cada lado del cuadrado, lo rodeaba un foso y contaba con ocho cañones. Se hallaba construido en el mismo lugar que hoy ocupa la Casa Rosada.

#### Defensa de la ciudad de Buenos Aires
Luego de enviar Zárate los refuerzos de regreso a Santiago del Estero, llegó la noticia de una nueva agresión inglesa a Buenos Aires, de modo que nuevamente las tropas santiagueñas, esta vez al mando de quien fuera designado por Zárate, contador de la Real Hacienda en el Fuerte de Buenos Aires, el general Alonso de Vera y Aragón y Hoces, debieron trasladarse con celeridad al puerto del Río de la Plata. Temiendo el enemigo inglés a exponerse a un fracaso, optaron por retirarse sin atreverse a desembarcar.
Con la autoridad que Zárate tenía en el Tucumán, pudo sacar de esa gobernación un considerable socorro para oponerse a los designios de los corsarios ingleses que querían apoderarse de Buenos Aires. Con los socorros del Tucumán, que puso bajo las órdenes del capitán Tejeda, se adelantó a largas jornadas para llegar al puerto amenazado.
El 17 de enero de 1594 expropió a Miguel Jerónimo de Cabrera y Martel, de la encomienda de Quilino, en la tenencia de gobierno de Córdoba, por no residir en la gobernación tucumana ya que se había avecindado en el Cuzco hacia 1587, y se la entregó a su hermano Pedro Luis de Cabrera que ejercía la administración de la misma a nombre de su hermano mayor. Por la confianza que le tenía, el rey Felipe II de España emitió una real cédula fechada en Madrid el 21 de enero de 1594, confirmándolo como gobernador del Tucumán, del Río de la Plata y del Paraguay. En esta última se hizo cargo para reemplazar a Hernando Arias de Saavedra.

### Cambio de residencia de gobierno de Santiago del Estero a Buenos Aires y deceso

#### Confirmación real en el mando de ambas gobernaciones
De esta manera el rey ratificó el encargo del virrey del Perú, para que ejerza el gobierno de la gobernación del Tucumán conjuntamente con el de la gobernación del Río de la Plata y del Paraguay.
Zárate constituyó en un primer momento como cabecera de gobierno a la ciudad de Santiago del Estero. Zárate comenzó a residir en Buenos Aires en febrero de 1594, donde organizó su defensa con los hombres que había llevado desde Santiago del Estero, al mando de Tejeda y Vera y Aragón.

#### Fallecimiento
En una carta del 24 de diciembre de 1594, escrita en Salta, Zárate le decía al virrey que se hallaba falto de salud y que se iba a su casa. Luego de dos años de eficaz administración y finalizado su período, el gobernador entregó el mando a su sucesor y regresó a su domicilio en la provincia de Charcas en donde falleció en su casa de la ciudad de La Plata de la Nueva Toledo en 1595, tras mantener las dos gobernaciones a su cargo en forma simultánea. Contribuyeron con su deceso las grandes fatigas provocadas por su discurrir incansable y acudir a todas las partes donde se requería su presencia, ya que visitó ambas provincias con tanta vigilancia y se aplicó con gran tesón a su tarea. Fue de todos tan llorado en muerte, como amado en vida.